# St. Johannes der Täufer (Rengelrode)

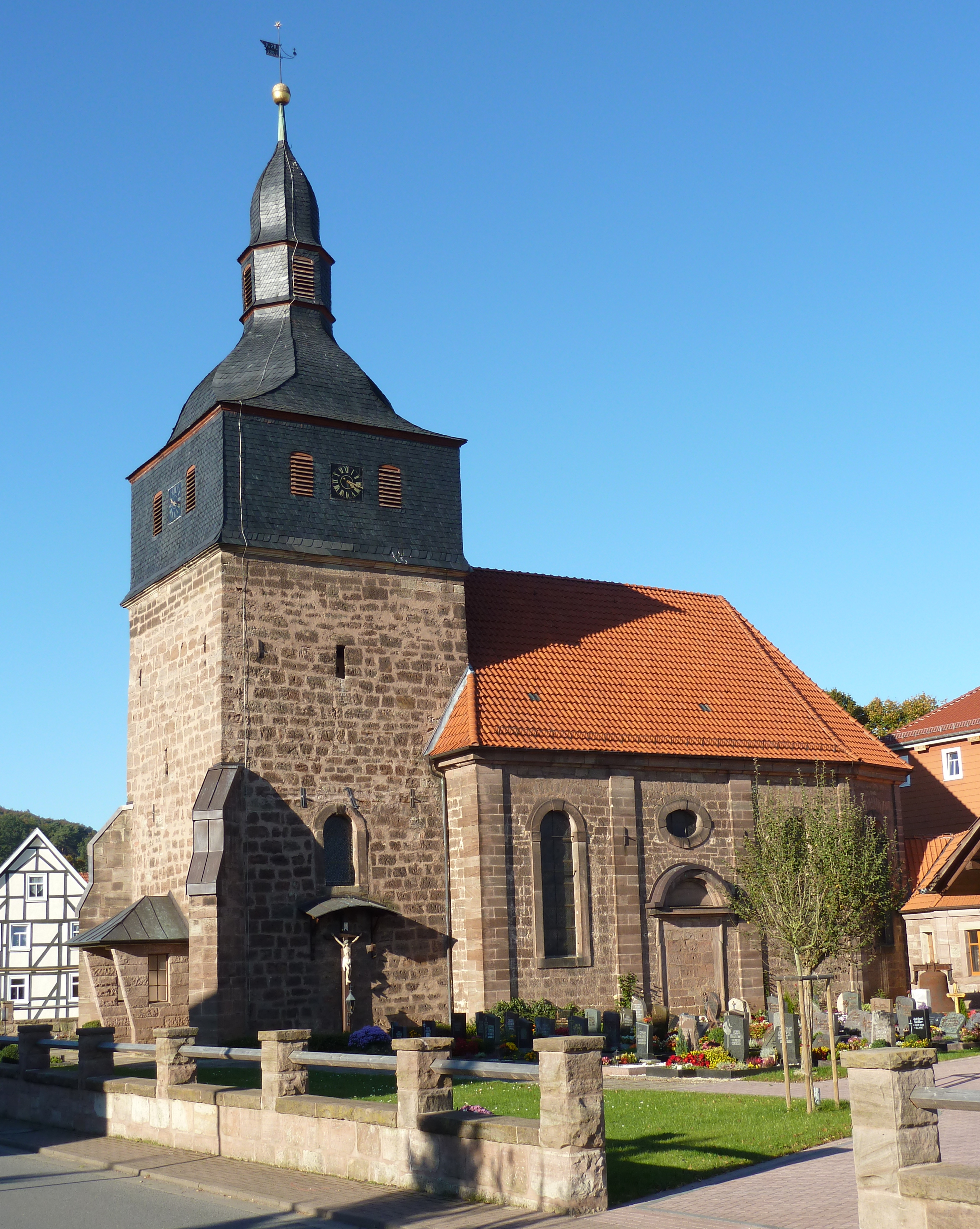
Römisch-Katholische Kirche St. Johannes der Täufer in Rengelrode

Die römisch-katholische Filialkirche St. Johannes der Täufer steht in Rengelrode im thüringischen Landkreis Eichsfeld. Sie ist Filialkirche der Pfarrei St. Marien Heiligenstadt im Dekanat Heiligenstadt des Bistums Erfurt. Sie trägt das Patrozinium des heiligen Johannes des Täufers.

## Geschichte
Die Kirche ist im Ursprung mittelalterlich, erhalten sind große Teile des mittelalterlichen Mauerwerks in dem wuchtig wirkenden Westturm mit Stützpfeilern an den freien Ecken. Das Schiff wurde dagegen 1738 neu errichtet und am 21. November 1739 durch Weihbischof Christoph Ignatius von Gudenus aus Erfurt geweiht. Die Pläne stammten der Überlieferung nach von Johann Christoph Heinemann, dem Erbauer des Heiligenstädter Schlosses. Turm und Schiff sind steinsichtig aus rotem Buntsandstein gebaut, das Schiff ist mit einem breiten dreijochigen, durch Gurtbögen getrennten Kreuzgratgewölbe überwölbt und schließt im Osten mit einem fünfseitigen, nicht eingezogenen Chorraum ab. Die unteren Gurtbögenfortsätze und die Chorraumecken sind im Innenraum durch Pilaster mit profilierten Kämpfern betont. Im Jahre 1822 erhielt der Turm eine neue, schieferbehängte Haube, die Portale wurden 1960 verändert. Der Innenraum wurde 1967/68 renoviert und 1999 neu ausgemalt.
Ab 2003 gehört die Gemeinde zur Pfarrei St. Marien Heilbad Heiligenstadt.

## Ausstattung

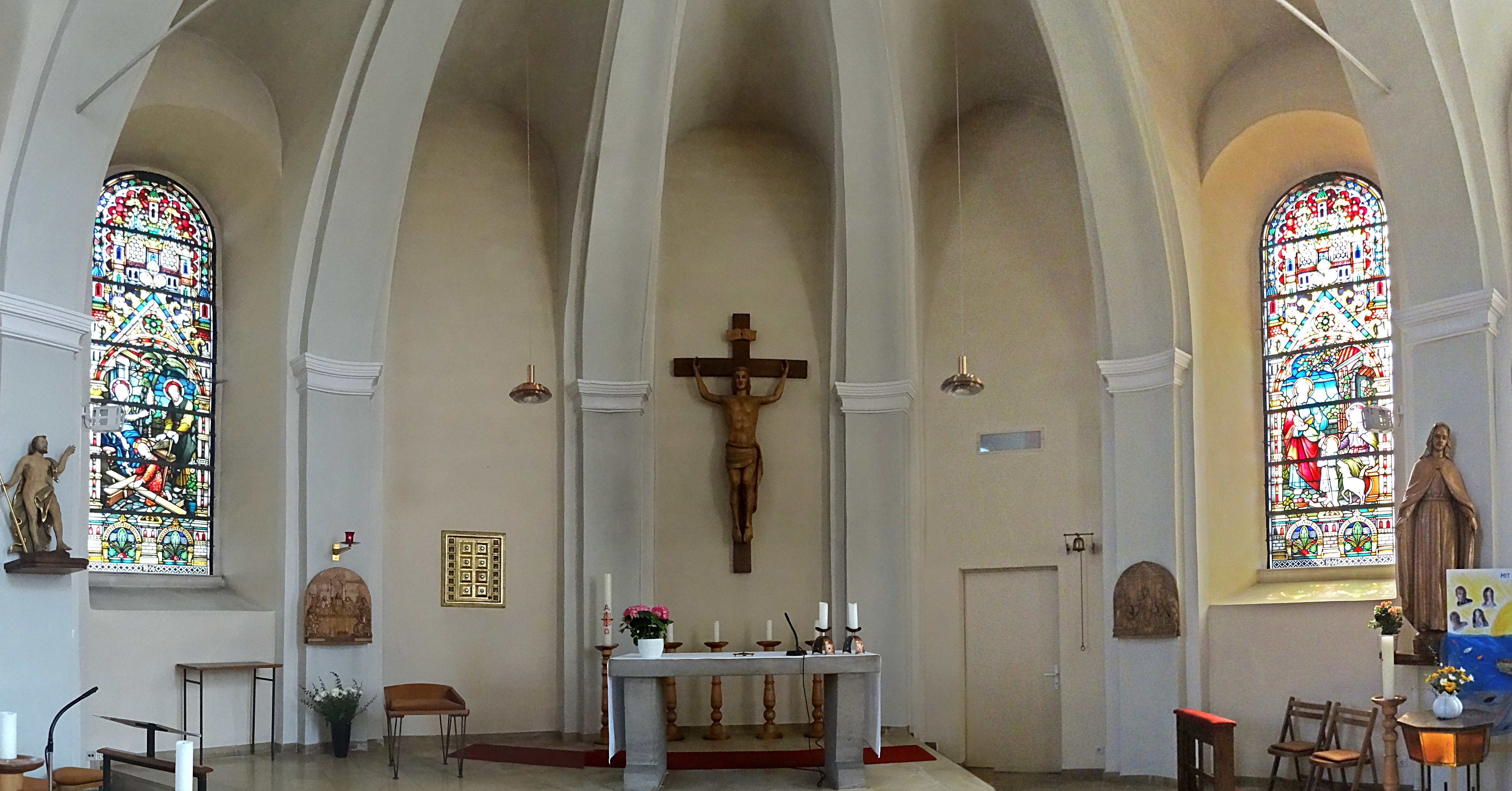
Altarraum

Die Ausstattung stammt bis auf eine Holzskulptur aus dem 18. Jahrhundert, die Johannes den Täufer zeigt, und zwei Relieftafeln mit dem Abendmahl und den Heiligen Drei Königen aus dem 19. und 20. Jahrhundert. Joseph Riechwien aus Lengenfeld unterm Stein schuf den Kreuzweg. Die Fenster wurden 1906 durch die Hofglasmalerei G. Schneider aus Regensburg geschaffen. Sie zeigen die Heilige Familie, die Familie Johannes des Täufers mit Joachim und Anna, den Hl. Aloysius und die Hl. Agnes.

## Orgel

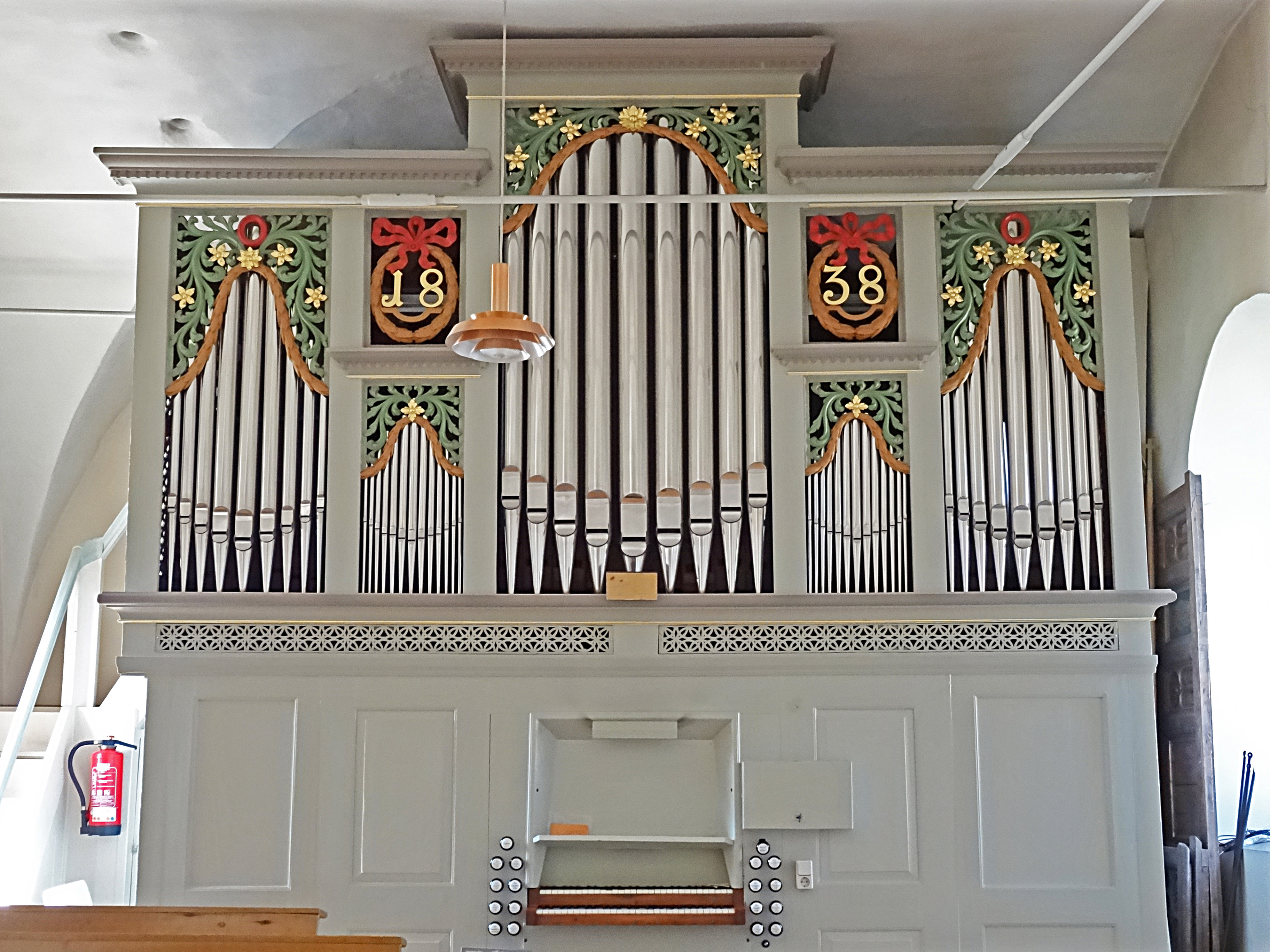
Schmerbach-Orgel

Die Orgel wurde 1838 von Johann Wilhelm Schmerbach dem Jüngeren gebaut, dabei wurden sieben Register der älteren Orgel mitverwendet, die vermutlich 1695 durch Johann Friedrich Wender gebaut worden war und bis 1811 im Kloster Anrode stand. Die letzte Restaurierung fand 2006 durch Orgelbau Brode, Heilbad Heiligenstadt statt. Die Orgel hat 16 Register auf zwei Manualen und Pedal. Register- und Tontraktur sind mechanisch. Die Disposition lautet wie folgt:
| I Hauptwerk C–f3 |       |
| Bordun           | 16′   |
| Principal        | 8′    |
| Viola di Gamba   | 8′    |
| Gedackt          | 8′    |
| Octave           | 4′    |
| Rohrflöte        | 4′    |
| Oktave           | 2′    |
| Sesquialtera II  |       |
| Mixtur IV        | 1 ⁄3′ |

| II Nebenwerk C–f3 |    |
| Gemshorn          | 8′ |
| Quintatön         | 8′ |
| Gemshorn          | 4′ |
| Blockflöte        | 2′ |

| Pedal C–d1 |     |
| Subbaß     | 16′ |
| Octavbaß   | 8′  |
| Posaune    | 16′ |

- Koppel: II/P